# Theodor Pool

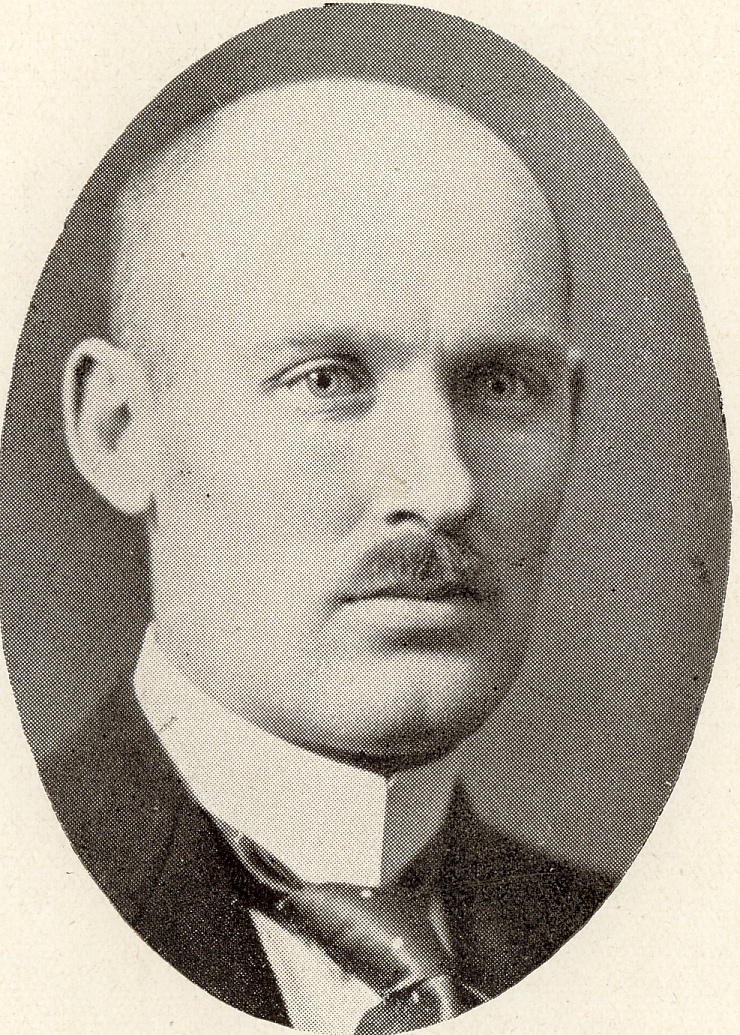
Theodor Pool. Aufnahme aus den 1920er Jahren

Theodor Johann Pool (* 26. Novemberjul. / 8. Dezember 1890greg. in Tori, Kreis Pärnu; † 25. August 1942 in Swerdlowsk, Oblast Swerdlowsk, Sowjetunion) war ein estnischer Politiker.

## Frühe Jahre
Theodor Pool wurde als Sohn der Landwirte Mart und Julie Elise Katarina Pool im heutigen West-Estland geboren.
Er schloss 1909 das Gymnasium in Pärnu ab. Anschließend studierte er bis 1914 Agrarwissenschaften am Polytechnikum in der livländischen Hauptstadt Riga. Während des Studiums bereiste er häufig Finnland sowie Westestland und die estnischen Inseln für Studienaufenthalte.
1914/15 leitete er die Landwirtschaftsschule von Vahi. 1915 wurde er Agronom des Landkreises Pärnu. Anschließend diente er während des Ersten Weltkriegs als Chemiker in der zaristischen Armee. Nach der russischen Revolution 1917 und der Ausrufung der unabhängigen Republik Estland ein Jahr später war Pool 1918/19 Vorsitzender der Landkreisregierung von Pärnu, bevor er in die aktive Landespolitik wechselte. Estland war nach dem Ersten Weltkrieg noch weitgehend ein Agrarstaat.

## Politik
Pool schloss sich der Estnischen Arbeitspartei (Eesti Tööerakond) unter ihrem Vorsitzenden Otto Strandman an. Die Estnische Arbeitspartei sprach besonders die estnische Mittelschicht an. Zu ihrer Anhängerschaft gehörten Beamte und Staatsangestellte, Lehrer, Handwerker und Gewerbetreibende, aber auch zahlreiche Kleinbauern. Durch soziale Reformen wollte die Partei die wirtschaftliche Situation insbesondere der mittleren Einkommensschichten verbessern.
1919 wurde Pool in die Verfassungsgebende Versammlung der Republik Estland (Asutav Kogu) gewählt. Er gehört anschließend den ersten vier Legislaturperioden des estnischen estnischen Parlaments (Riigikogu) der Zwischenkriegszeit an.
Pool war zwischen 1919 und 1921 mehrfacher Landwirtschaftsminister der Republik Estland; er gehörte insgesamt vier estnischen Kabinetten an. In seiner Zeit als Landwirtschaftsminister wurde im Oktober 1919 die radikale Landreform in Estland parlamentarisch verabschiedet und umgesetzt. Sie trug zu großen Teilen Pools Handschrift. Die Reform enteignete den deutschbaltischen Grundbesitz und verteilte den Boden an estnische Kleinbauern. Die Maßnahmen schufen die Grundlage für einen starken Bauernstand im Estland der Zwischenkriegszeit.
| Kabinett    | Ressort                                 | Amtszeit                | Partei |
| ----------- | --------------------------------------- | ----------------------- | ------ |
| Strandman I | Landwirtschafts- und Ernährungsminister | 09.05.1919 – 18.11.1919 | ETE    |
| Tõnisson I  | Landwirtschaftsminister                 | 18.11.1919 – 28.07.1920 | ETE    |
| Birk I      | Landwirtschaftsminister                 | 28.07.1920 – 30.07.1920 | ETE    |
| Piip I      | Landwirtschaftsminister                 | 27.10.1920 – 25.01.1921 | ETE    |

## Landwirtschaftsexperte
Von 1925 bis 1928 war Pool Berater der Kleinagrarier-Partei Asunikkude, Riigirentnikkude ja Talupidajate Põllumajandusliit („Agrarvereinigung der Siedler, Staatspächter und Landwirte“). Von 1929 bis 1932 war er als unabhängiger wissenschaftlicher Berater für Agrarfragen tätig. Von 1932 bis 1940 war Pool Mitglied der estnischen Landwirtschaftskammer (Põllutöökoda). Von 1935 bis 1938 war er Mitglied der Staatlichen Wirtschaftsrats (Riigi Majandusnõukogu). 1939/40 unterrichtete er das Fach Landwirtschaftliche Rationalisierung an der Universität Tartu.
Pool war während seines gesamten Lebens in mehreren landwirtschaftlichen Verbänden und Vereinen aktiv. Er gründete den „Estnischen Züchterverein für holländisch-friesische Rinder“, deren Vorsitzender er von 1920 bis 1941 war. Von 1929 bis 1940 war Pool Vorsitzender der „Estnischen Vereinigung für die Entwicklung von Wiesen und Weideland“.
Pool gründete die Agrarzeitschrift Uus Talu („Der neue Hof“) und war deren Chefredakteur. Er verfasste zahlreiche Artikel zu landwirtschaftlichen Themen.
Pool trug wesentlich zum industriellen Phosphorit-Abbau in Estland bei. Einige Zeit war er Exekutivdirektor des Unternehmens OÜ Vosvoriit.

## Piistaoja talu
1925 zog Pool auf seinen elterlichen Bauernhof Piistaoja talu in der Landgemeinde Tori. Er baute das Gut zu einem Musterhof aus, der zahlreiche Innovationspreise gewann. Pool führte unter anderem die Melkmaschine und den Elektrozaun in Estland ein.
Heute befinden sich auf dem Hof eine Versuchsanstalt für Rinderproduktion sowie ein kleines Museum, das dem Leben und Werk Theodor Pool gewidmet ist. Er untersteht der staatlichen Estnischen Universität der Umweltwissenschaften (Eesti Maaülikool).

## Deportation und Tod
Im Sommer 1940 besetzte die Rote Armee die baltischen Staaten. Die sowjetischen Behörden deportierten Pool und seine Familie am 14./15. Juni 1941 ins Innere der Sowjetunion. Pool wurde im August 1942 im Alter von 51 Jahren in der Oblast Swerdlowsk hingerichtet. Ein Jahr später starb seine Mutter in Sibirien, die wie ihr Sohn in die Sowjetunion deportiert worden war.

## Privatleben
Theodor Pool war mit der 1903 in Tallinn geborenen Ida Pool (geb. Tahv) verheiratet. Das Paar hatte einen Sohn und eine Tochter.